# 肥満細胞症
肥満細胞症（ひまんさいぼうしょう、英: Mastocytosis）は、がんの一種であり、肥満細胞のがんである。症状には、かゆみ、蕁麻疹、血管性浮腫、喘鳴、立ちくらみ、腹部のけいれん、骨の痛みなどがあげられる。症状は軽度な場合から重度な場合までさまざまである。合併症には、アナフィラキシーや骨粗鬆症などがあげられる。悪性ではないものは肥満細胞腫（Mastocytoma）と呼ばれる。
一般的な原因は、KITD816Vなどの特定の細胞の遺伝子変異により肥満細胞が蓄積することで発症を引き起こす。これらの遺伝子変異した細胞はヒスタミンなどの物質を放出する。肥満細胞症は遺伝する疾患ではない。診断は通常、生検がおこなわれ、トリプターゼとCD117陽性の肥満細胞の密集した患部を複数発見することによる。皮膚のみに影響を及ぼす場合（皮膚肥満細胞症）もあれば、体の複数の部位に影響を及ぼす場合（全身性肥満細胞症）もある。複数の領域に影響を及ぼす症例は、非進行症例と進行症例に分けられる。 
非進行症例の場合の治療には、誘因となるものを避け、抗ヒスタミン薬や肥満細胞安定化薬などの症状を抑える薬剤が使用される。特定の症例では、コルチコステロイドやオマリズマブが有効な場合がある。進行症例の場合には、イマチニブ、ミドスタウリン、幹細胞移植の追加治療が検討される。小児の場合は治癒することもあるが、成人の場合は一般的に治癒しない。
肥満細胞症はまれな病気であり、年間10万人あたり0.5～2.8人程度が新たに発症する。小児でも大人でも発症する可能性がある。男女同等の確率で発症する。米国での白人の発症率は黒人の発症率より高い。